# Olympische Sommerspiele 2020/Teilnehmer (Namibia)
| Gelbes Symbol für Goldmedaillen mit stilisierten Olympischen Ringen | Graues Symbol für Silbermedaillen mit stilisierten Olympischen Ringen | Braundes Symbol für Bronzemedaillen mit stilisierten Olympischen Ringen |
| ------------------------------------------------------------------- | --------------------------------------------------------------------- | ----------------------------------------------------------------------- |
| —                                                                   | 1                                                                     | —                                                                       |

Namibia nahm an den Olympischen Spielen 2020 in Tokio teil. Es war die insgesamt achte Teilnahme an Olympischen Sommerspielen. Qualifiziert hierfür hatten sich elf Sportler, darunter vier Leichtathleten, vier Radsportler, eine Ruderin, ein Schwimmer und ein Boxer. Fahnenträger waren erstmals vier Sportler, Jonas Junias und Maike Diekmann bei der Eröffnung sowie Beatrice Masilingi und Christine Mboma bei der Abschlussfeier.
Mboma gewann eine Silbermedaille über die 200 Meter, die erste Medaille für Namibia seit 1996 und die erste olympische Medaille einer namibischen Frau überhaupt.

## Medaillenspiegel
| Rang | Sportart       | Gold | Silber | Bronze | Gesamt |
| ---- | -------------- | ---- | ------ | ------ | ------ |
| 1    | Leichtathletik | —    | 1      | —      | 1      |

### Medaillengewinner
| Name/n          | Sportart       | Wettkampf |
| --------------- | -------------- | --------- |
| Silber          |                |           |
| Christine Mboma | Leichtathletik | 200 m     |

## Teilnehmer nach Sportarten

### Boxen
| Athleten     | Wettbewerb              | 1. Runde | 1. Runde | Achtelfinale | Achtelfinale | Viertelfinale | Viertelfinale | Halbfinale    | Halbfinale    | Finale        | Finale        | Rang |
| Athleten     | Wettbewerb              | Gegner   | Ergebnis | Gegner       | Ergebnis     | Gegner        | Ergebnis      | Gegner        | Ergebnis      | Gegner        | Ergebnis      | Rang |
| ------------ | ----------------------- | -------- | -------- | ------------ | ------------ | ------------- | ------------- | ------------- | ------------- | ------------- | ------------- | ---- |
| Männer       |                         |          |          |              |              |               |               |               |               |               |               |      |
| Jonas Junias | Leichtgewicht bis 63 kg | Freilos  | Freilos  | H. Garside   | 0:5          | ausgeschieden | ausgeschieden | ausgeschieden | ausgeschieden | ausgeschieden | ausgeschieden | 9    |

### Leichtathletik

#### Laufen und Gehen
| Athleten            | Wettbewerb | Runde 1         | Runde 1 | Halbfinale      | Halbfinale | Finale          | Finale | Rang   |
| Athleten            | Wettbewerb | Zeit            | Rang    | Zeit            | Rang       | Zeit            | Rang   | Rang   |
| ------------------- | ---------- | --------------- | ------- | --------------- | ---------- | --------------- | ------ | ------ |
| Frauen              |            |                 |         |                 |            |                 |        |        |
| Beatrice Masilingi  | 200 m      | 22,63 s (PB)    | 2       | 22,40 s (PB)    | 2          | 22,28 s (PB)    | 6      | 6      |
| Christine Mboma     | 200 m      | 22,11 s (WU20R) | 1       | 21,97 s (WU20R) | 2          | 21,81 s (WU20R) | 2      | Silber |
| Beatrice Masilingi* | 400 m      | –               | –       | –               | –          | –               | –      | –      |
| Christine Mboma*    | 400 m      | –               | –       | –               | –          | –               | –      | –      |
| Helalia Johannes    | Marathon   | —               | —       | —               | —          | 2:31:22 h       | 11     | 11     |
| Männer              |            |                 |         |                 |            |                 |        |        |
| Reinhardt Thomas    | Marathon   | —               | —       | —               | —          | 2:18:28 h       | 42     | 42     |

* Anfang Juli 2021 wurden Masilingi und Mboma, die als Medaillenhoffnungen galten, aufgrund erhöhter Testosteronwerte von dem 400-Meter-Wettbewerb ausgeschlossen. Über die 200 Meter durften sie hingegen antreten.

### Schwimmen
| Männer          |                  |             |    |
| Phillip Seidler | Freiwasser 10 km | 1:53:14,1 h | 16 |

### Radsport

#### Straße
Namibia konnte sich im Straßenradsport Quotenplätze sichern.
| Athleten          | Wettbewerb    | Zeit | Rang |
| ----------------- | ------------- | ---- | ---- |
| Frauen            |               |      |      |
| Vera Looser       | Straßenrennen | DNF  | –    |
| Männer            |               |      |      |
| Tristan de Lange* | Straßenrennen | DNF  | –    |

* De Lange ersetzt Dan Craven, der vor seiner Abreise nach Japan am 17. Juli 2021 positiv auf COVID-19 getestet wurde.

#### Mountainbike
Namibia konnte sich im Mountainbike Quotenplätze sichern.
| Athleten         | Wettbewerb   | Zeit        | Rang |
| ---------------- | ------------ | ----------- | ---- |
| Frauen           |              |             |      |
| Michelle Vorster | Mountainbike | LAP         | 36   |
| Männer           |              |             |      |
| Alex Miller      | Mountainbike | 1:34:26 min | 31   |

### Rudern
| Athleten       | Wettbewerb | Vorlauf     | Vorlauf | Vorlauf       | Viertelfinale | Viertelfinale | Viertelfinale  | Halbfinale  | Halbfinale | Halbfinale    | Finale      | Finale | Rang |
| Athleten       | Wettbewerb | Zeit        | Platz   | Qualifikation | Zeit          | Platz         | Qualifikation  | Zeit        | Platz      | Qualifikation | Zeit        | Platz  | Rang |
| -------------- | ---------- | ----------- | ------- | ------------- | ------------- | ------------- | -------------- | ----------- | ---------- | ------------- | ----------- | ------ | ---- |
| Frauen         |            |             |         |               |               |               |                |             |            |               |             |        |      |
| Maike Diekmann | Einer      | 7:56,37 min | 3       | Viertelfinale | 8:21,69 min   | 5             | Halbfinale C/D | 7:40,77 min | 3          | Finale C      | 7:52,17 min | 6      | 18   |